# جيمس بارك سلون
جيمس بارك سلون (بالإنجليزية: James Park Sloan)‏ (1945)؛ روائي أمريكي. درس في جامعة هارفارد.